# Cabra del Santo Cristo (kommunhuvudort)
Cabra del Santo Cristo är en kommunhuvudort i Spanien.   Den ligger i provinsen Provincia de Jaén och regionen Andalusien, i den södra delen av landet, 300 km söder om huvudstaden Madrid. Cabra del Santo Cristo ligger 956 meter över havet och antalet invånare är 2 239.
Terrängen runt Cabra del Santo Cristo är kuperad åt nordväst, men åt sydost är den platt. Runt Cabra del Santo Cristo är det glesbefolkat, med 10 invånare per kvadratkilometer. Närmaste större samhälle är Jódar, 16,2 km norr om Cabra del Santo Cristo. Trakten runt Cabra del Santo Cristo består till största delen av jordbruksmark.